# Carlo Barletti

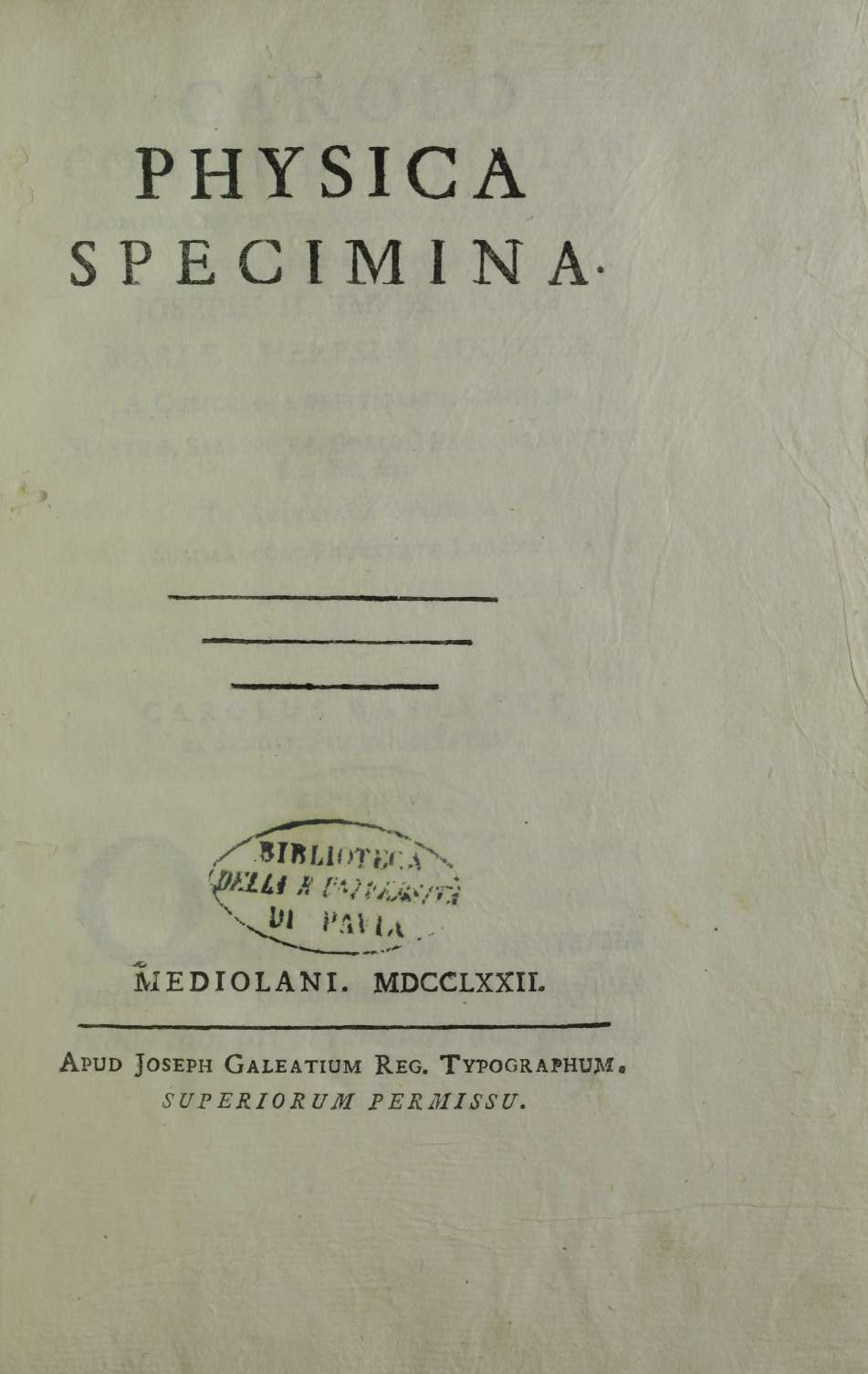
Physica specimina, 1772

Carlo Battista Barletti (Rocca Grimalda, 22 maggio 1735 – Pavia, 25 febbraio 1800) è stato un fisico italiano.

## Biografia
Nacque nel 1735 da Antonio e Domenica Barletti a Rocca Grimalda, comune dell'Ovadese in Provincia di Alessandria. Nel 1751 entrò a far parte come novizio della casa degli Scolopi di Paverano fino a quando nel 1752 pronunciò i voti. Compiuto il corso degli studi ecclesiastici, a vent'anni incominciò ad insegnare grammatica e retorica nelle scuole scolopie. 
Contemporaneamente conduceva per proprio conto studi di fisica fino a quando, nel 1760, ottenne di potersi dedicare all'insegnamento di questa disciplina. Nel 1771 scrisse la sua prima opera scientifica intitolata Nuove esperienze elettriche.
Nel 1772, pubblicati i Physica specimina, Barletti assunse la cattedra di fisica sperimentale dell'Università di Pavia. 
Nel 1773-1774 collaborò all'Encyclopèdie pubblicata a Yverdon da F.B. De Felice. Nel 1776 scrisse i Dubbj e pensieri, in forma di una lettera all'abate F. Fontana e una seconda lettera ad Alessandro Volta, allora professore di fisica a Como.

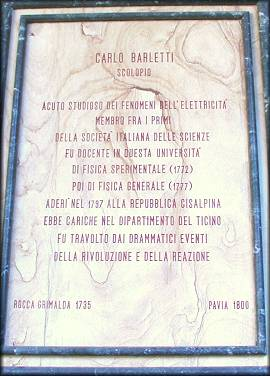
Lapide in ricordo di Carlo Barletti, Università di Pavia

Nel 1780 pubblicò l'opuscolo "Analisi di un nuovo fenomeno del fulmine", nel quale si soffermava a esaminare gli effetti provocati da un fulmine, che aveva colpito la banderuola della Chiesa dei SS. Siro e Sepolcro a Cremona. Dall'esame dei margini dei fori causati dal fulmine, che apparivano rivelati in opposti sensi, Barletti concluse che correnti di opposta elettricità avevano colpito simultaneamente la banderuola da parti opposte e da ciò egli trasse una conferma dell'ipotesi simmeriana.
Nel 1782 ottenne il riconoscimento come uno dei "quaranta Italiani di un merito maturo, e per opere date in luce ed applaudite universalmente riconosciuto", che ne fecero parte. 
Con la pubblicazione del trattato di fisica "Fisica particolare e generale", Barletti si propose l'ambizioso fine di raccogliere in un contesto organico i capitoli della fisica, riconducendoli al metodo galileiano e ai principi newtoniani.
Ad Ovada e ad Acqui Terme, in Provincia di Alessandria, sono stati a lui intitolati due Istituti Superiori Statali.

## Opere
- Nuove sperienze elettriche, Milano, Giuseppe Galeazzi, 1771.
- (LA) Physica specimina, Milano, Giuseppe Galeazzi, 1772.
- Dubbi e pensieri sopra la teoria degli elettrici fenomeni, Milano, Giuseppe Galeazzi, 1776.